# Municipio de Tremont (Pensilvania)
El municipio de Tremont (en inglés: Tremont Township) es un municipio ubicado en el condado de Schuylkill en el estado estadounidense de Pensilvania. En el año 2000 tenía una población de 250 habitantes y una densidad poblacional de 4.1 personas por km².

## Geografía
El municipio de Tremont se encuentra ubicado en las coordenadas 40°34′00″N 76°30′59″O / 40.56667, -76.51639.

## Demografía
Según la Oficina del Censo en 2000 los ingresos medios por hogar en la localidad eran de $34,000 y los ingresos medios por familia eran $44,375. Los hombres tenían unos ingresos medios de $30,833 frente a los $24,375 para las mujeres. La renta per cápita para la localidad era de $16,573. Alrededor del 9,4% de la población estaban por debajo del umbral de pobreza.